# Liste der Baudenkmale in Bensdorf
In der Liste der Baudenkmale in Bensdorf sind alle Baudenkmale der brandenburgischen Gemeinde Bensdorf und ihrer Ortsteile aufgelistet. Grundlage ist die Veröffentlichung der Landesdenkmalliste mit dem Stand vom 31. Dezember 2020. Die Bodendenkmale sind in der Liste der Bodendenkmale in Bensdorf aufgeführt.

## Baudenkmale in den Ortsteilen
In den Spalten befinden sich folgende Informationen:
- ID-Nr.: Die Nummer wird vom Brandenburgischen Landesamt für Denkmalpflege vergeben. Ein Link hinter der Nummer führt zum Eintrag über das Denkmal in der Denkmaldatenbank. In dieser Spalte kann sich zusätzlich das Wort Wikidata befinden, der entsprechende Link führt zu Angaben zu diesem Denkmal bei Wikidata.
- Lage: die Adresse des Denkmales und die geographischen Koordinaten. Link zu einem Kartenansichtstool, um Koordinaten zu setzen. In der Kartenansicht sind Denkmale ohne Koordinaten mit einem roten beziehungsweise orangen Marker dargestellt und können in der Karte gesetzt werden. Denkmale ohne Bild sind mit einem blauen bzw. roten Marker gekennzeichnet, Denkmale mit Bild mit einem grünen beziehungsweise orangen Marker.
- Bezeichnung: Bezeichnung in den offiziellen Listen des Brandenburgischen Landesamtes für Denkmalpflege. Ein Link hinter der Bezeichnung führt zum Wikipedia-Artikel über das Denkmal.
- Beschreibung: die Beschreibung des Denkmales
- Bild: ein Bild des Denkmales und gegebenenfalls einen Link zu weiteren Fotos des Baudenkmals im Medienarchiv Wikimedia Commons

### Altbensdorf
| ID-Nr.                           | Lage                   | Bezeichnung                                                                      | Beschreibung | Bild                                                                             |
| -------------------------------- | ---------------------- | -------------------------------------------------------------------------------- | --- | -------------------------------------------------------------------------------- |
| 09190977                         | Lindenstraße 5a (Lage) | Pfarrhaus                                                                        | | weitere Bilder                                                                   |
| 09190979                         | Lindenstraße 22 (Lage) | Gehöft, bestehend aus Wohnhaus, Seitenflügel und Brauereigebäude                 | | Gehöft, bestehend aus Wohnhaus, Seitenflügel und Brauereigebäude                 |
| 09192399 Teilobjekt zu: 09190979 | Lindenstraße 22 (Lage) | Wohnhaus & Gaststätte                                                            | | BW                                                                               |
| 09192400 Teilobjekt zu: 09190979 | Lindenstraße 22 (Lage) | Seitenflügel                                                                     | | BW                                                                               |
| 09192401 Teilobjekt zu: 09190979 | Lindenstraße 22 (Lage) | Brauereigebäude                                                                  | | BW                                                                               |
| 09190803                         | Lindenstraße 28 (Lage) | Dorfkirche                                                                       | Die evangelische Kirche ist wahrscheinlich in der Spätgotik entstanden. Im Jahre 1812 wurde der Turm gebaut und die Kirche erneuert. | weitere Bilder                                                                   |
| 09191019                         | Theilung 10 (Lage)     | Gehöft, bestehend aus Wohnhaus mit Anbau, zwei Stallgebäuden, Scheune und Remise | | Gehöft, bestehend aus Wohnhaus mit Anbau, zwei Stallgebäuden, Scheune und Remise |
| 09192453 Teilobjekt zu: 09191019 | Theilung 10 (Lage)     | Wohnhaus                                                                         | | BW                                                                               |
| 09192454 Teilobjekt zu: 09191019 | Theilung 10 (Lage)     | Schweinestall                                                                    | | BW                                                                               |
| 09192455 Teilobjekt zu: 09191019 | Theilung 10 (Lage)     | Scheune                                                                          | | BW                                                                               |
| 09192456 Teilobjekt zu: 09191019 | Theilung 10 (Lage)     | Stall                                                                            | | BW                                                                               |
| 09192457 Teilobjekt zu: 09191019 | Theilung 10 (Lage)     | Remise                                                                           | | BW                                                                               |

### Vehlen
| ID-Nr.   | Lage              | Bezeichnung | Beschreibung                                           | Bild           |
| -------- | ----------------- | ----------- | ------------------------------------------------------ | -------------- |
| 09190801 | Bergstraße (Lage) | Dorfkirche  | Die evangelische Kirche wurde um das Jahr 1850 erbaut. | weitere Bilder |

### Woltersdorf
| ID-Nr.                           | Lage              | Bezeichnung | Beschreibung           | Bild           |
| -------------------------------- | ----------------- | ----------- | ---------------------- | -------------- |
| 09190735                         | Dorfstraße (Lage) | Dorfkirche  | Dorfkirche Woltersdorf | weitere Bilder |
| 09192128 Teilobjekt zu: 09190735 | Dorfstraße (Lage) | Taufengel   |                        | BW             |